# 上有住村
上有住村（かみありすむら）は、昭和30年（1955年）まで岩手県気仙郡に存在していた村。現在の住田町上有住にあたる。

## 沿革
- 明治22年（1889年）4月1日 - 町村制施行にともない、旧来の上有住村単独で村制施行。
- 昭和30年（1955年）4月1日 - 世田米町・下有住村と合併し、住田町となる。

## 行政

### 歴代村長
| 代      | 氏名         | 就任                       | 退任                       | 備考 |
| ------- | ------------ | -------------------------- | -------------------------- | ---- |
| 1 - 2   | 佐々木平吉   | 明治22年（1889年）5月11日  | 明治30年（1897年）5月15日  |      |
| 3       | 佐熊泰助     | 明治30年（1897年）5月16日  | 明治31年（1898年）7月11日  |      |
| 4       | 水野吉六     | 明治31年（1898年）8月15日  | 明治32年（1899年）4月23日  |      |
| 5       | 鈴木栄八     | 明治32年（1899年）5月23日  | 明治35年（1902年）3月12日  |      |
| 6       | 水野松四郎   | 明治35年（1902年）4月18日  | 明治36年（1903年）1月27日  |      |
| 7       | 松田春松     | 明治36年（1903年）5月26日  | 明治37年（1904年）8月10日  |      |
| 8       | 佐熊経二     | 明治38年（1905年）3月2日   | 明治42年（1909年）3月1日   |      |
| 9       | 佐藤善兵衛   | 明治42年（1909年）3月25日  | 大正元年（1912年）10月28日 |      |
| 10      | 佐熊経二     | 大正元年（1912年）10月23日 | 大正2年（1913年）7月29日   | 再任 |
| 11 - 12 | 松田徳次郎   | 大正2年（1913年）9月17日   | 大正9年（1920年）3月19日   |      |
| 13 - 15 | 佐々木文輔   | 大正9年（1920年）6月24日   | 昭和4年（1929年）8月7日    |      |
| 16      | 松田徳次郎   | 昭和4年（1929年）10月18日  | 昭和8年（1933年）10月17日  | 再任 |
| 17      | 桜井弘       | 昭和8年（1933年）10月18日  | 昭和12年（1937年）9月14日  |      |
| 18      | 小野寺仁三郎 | 昭和12年（1937年）12月15日 | 昭和15年（1940年）9月6日   |      |
| 19      | 桜井弘       | 昭和15年（1940年）9月10日  | 昭和12年（1937年）9月14日  | 再任 |
| 20      | 佐々木象一郎 | 昭和18年（1943年）9月16日  | 昭和20年（1945年）9月28日  |      |
| 21      | 桜井弘       | 昭和20年（1945年）9月29日  | 昭和21年（1946年）3月11日  | 三任 |
| 22      | 紺野規矩造   | 昭和21年（1946年）4月26日  | 昭和22年（1947年）3月29日  |      |
| 23      | 松田良馬     | 昭和22年（1947年）4月5日   | 昭和26年（1951年）4月4日   |      |
| 24      | 水野吉郎     | 昭和26年（1951年）4月23日  | 昭和30年（1955年）3月31日  |      |

## 交通
- 国鉄釜石線：上有住駅